# Південна Кароліна
Південна Кароліна (англ. South Carolina) — штат США на узбережжі Атлантики; 80,6 тисяч км², 3,6 млн мешканців; адміністративний центр Колумбія, важливе місто Чарлстон; Атлантична низовина, на заході Аппалачі; ліси близько 60 % території; вирощування бавовни, тютюну, сої, садівництво; тваринництво, лісівництво та рибальство; легка, хімічна промисловість.

## Історія

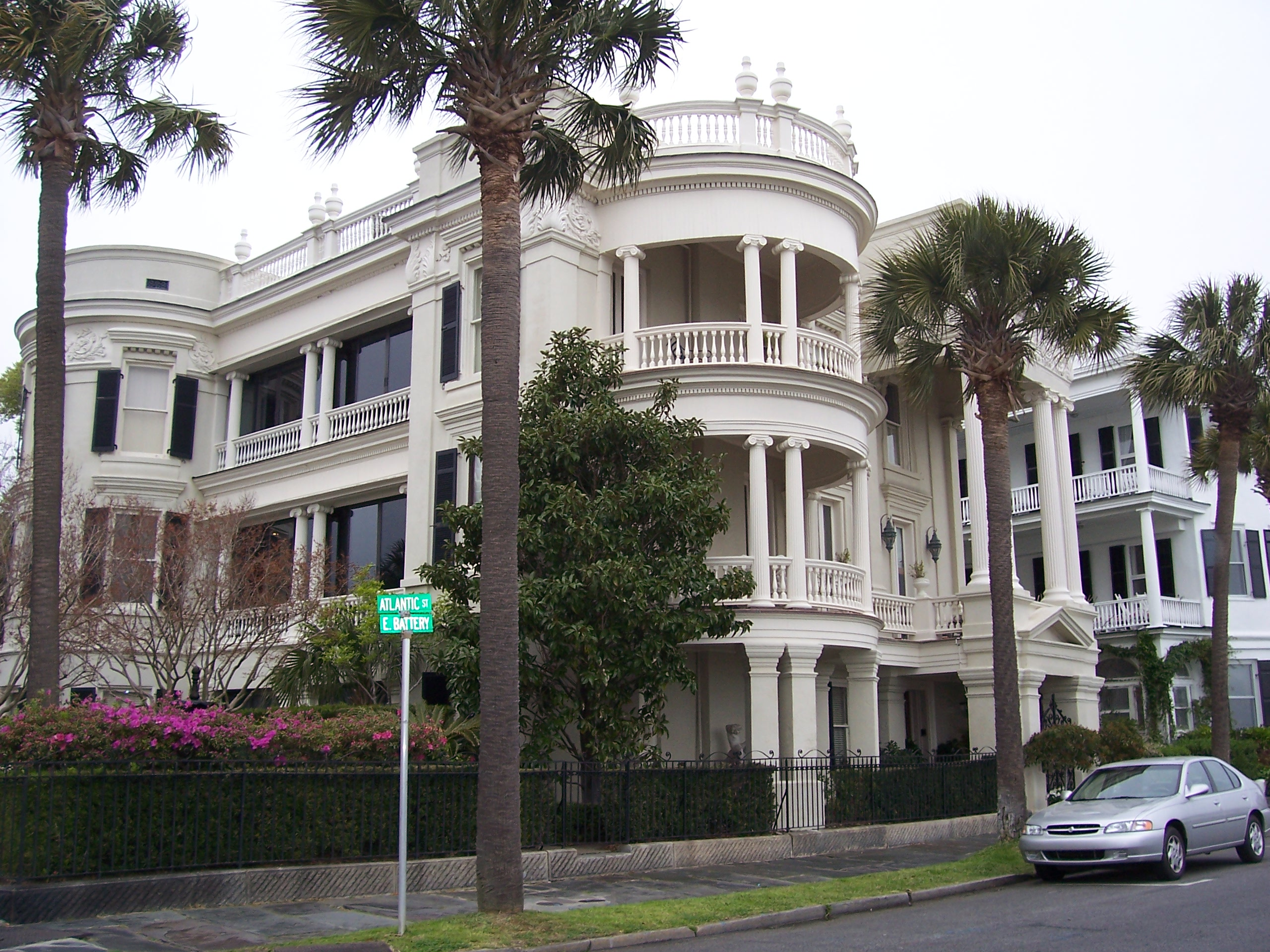
Будинок у колоніальному стилі Плантаторі, що є історико-архітектурним пам'ятником, розташованим в Парку «Беттері» (The Battery) або інакше Садах Уайт Пойнт (White Point) — парку відпочинку історичного району Даунтаун міста Чарльстон, відомого своєю багатою історією.

До європейської колонізації на території Південної Кароліни мешкали племена ямасі та кусабо.
У 1663 році англійський король Карл II подарував землі Північної та Південної Кароліни вісьмом англійським аристократам. У 1670 році на території Південної Кароліни було засновано перше європейське поселення — Чарльз-Таун (сучасний Чарлстон). У 1729 році відбувся поділ Кароліни на Північну і Південну. Південна Кароліна стала самостійною королівською колонією — провінцією Південна Кароліна.
Після закінчення Війни за незалежність колонія стала восьмим штатом нової держави. Південна Кароліна була сільськогосподарським штатом, на території якого переважали бавовняні плантації. У 1860 році Південна Кароліна перша з південних штатів вирішила вийти зі складу США на знак протесту проти скасування рабовласництва. У Громадянській війні брало участь близько 60 тисяч жителів штату. Після війни почався період Реконструкції. У штаті почалася індустріалізація. У сільському господарстві від розведення бавовнику перейшли на розведення сої, кукурудзи.

## Демографія
За даними Бюро перепису населення США, за станом на 2009 р. чисельність населення Південної Кароліни становила 4.561.242 людини, яка в порівнянні з 2000 р. збільшилася на 57.962 людини або на 13,6 %. Імміграція в США з інших країн призвела до збільшення чисельності населення Південної Кароліни на 115.084 осіб, і міграція в Південну Кароліну з інших провінцій США призвели до збільшення чисельності населення на 115084 осіб. На основі перепису 2000 року, Південна Кароліна зайняла 21 місце за щільністю населення, маючи трохи більше ніж 133 осіб на 1 км².
Ці дані включають природний приріст населення з моменту останнього перепису населення 97 715 осіб (народилися 295 425 мінус 197 710 смертей) і збільшення за рахунок міграції 151485 населення.
За даними Університету Південної Кароліни, школа суспільної охорони здоров'я Арнольда, Консорціум з вивчення іноземної імміграції Південної Кароліни, у 2000—2005 рр. зростання народжуваності в штаті відбувалося швидше, ніж у будь-якому іншому штаті. Консорціум повідомляє, що кількість латиноамериканців у Південній Кароліні сильно занижена за переписом населення і може перевищувати 400,000 осіб.

## Мовний склад населення (2010)
| Мови        | Частка людей старше 5 років, % |
| ----------- | ------------------------------ |
| Англійська  | 93,39                          |
| Іспанська   | 4,23                           |
| Французька  | 0,31                           |
| Німецька    | 0,29                           |
| Тагальська  | 0,15                           |
| Китайська   | 0,14                           |
| В'єтнамська | 0,14                           |
| Арабська    | 0,12                           |
| Російська   | 0,09                           |
| Корейська   | 0,08                           |
| інші        | 1,06                           |

## Галерея символів штату

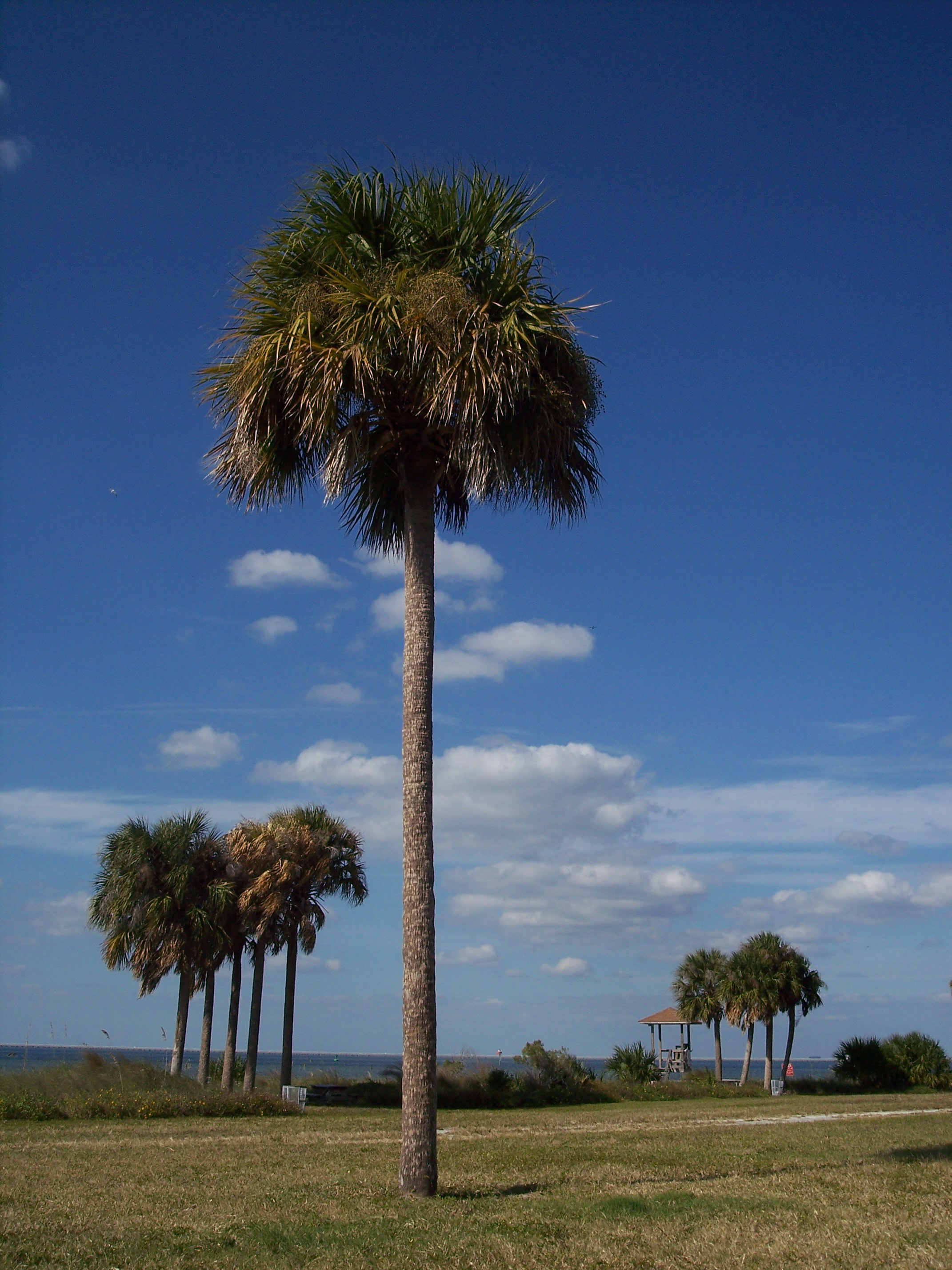
Сабалова пальма — символ штату Південна Кароліна
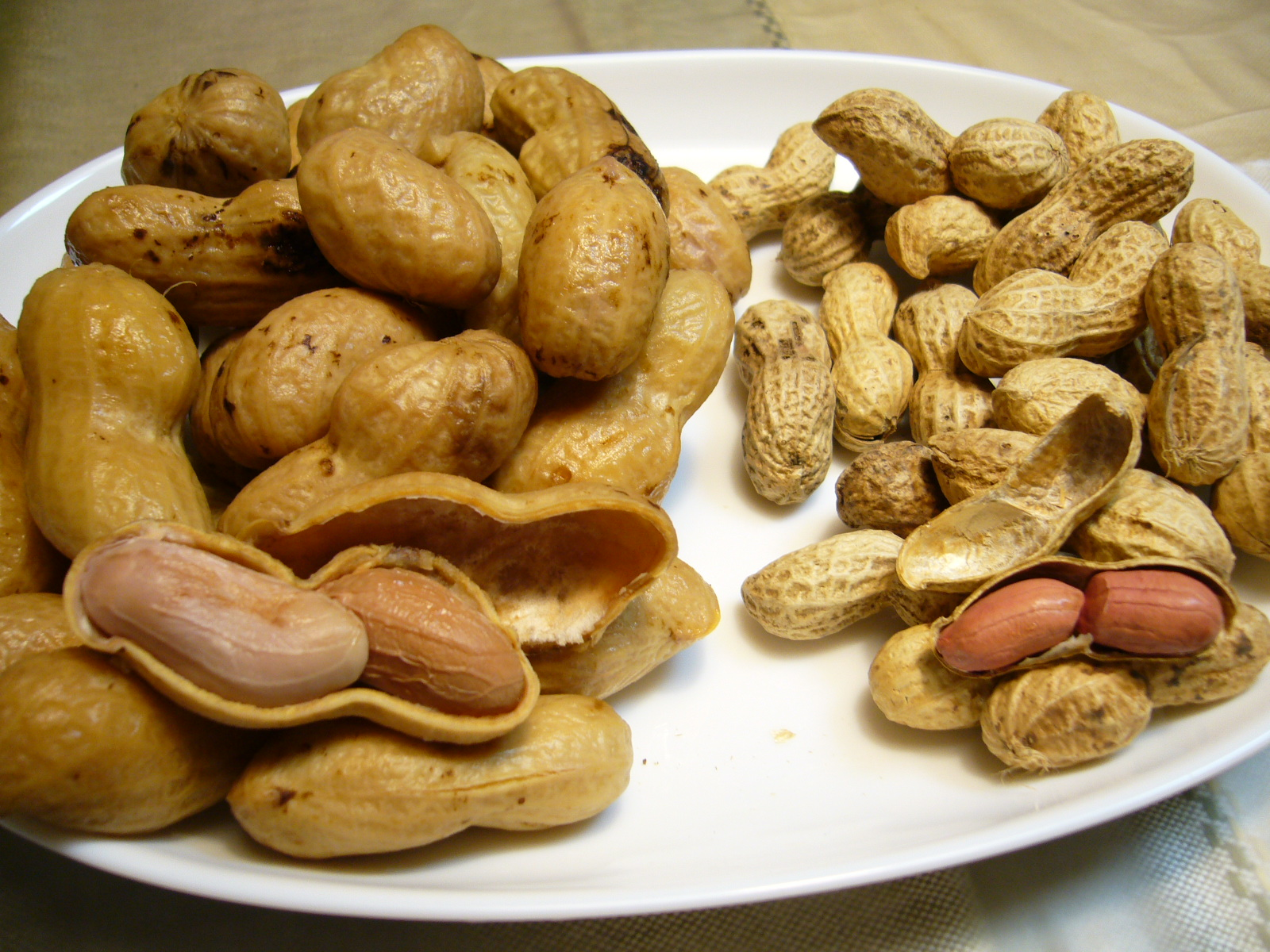
Підсмажений арахіс у шкаралупі — страва штату Південна Кароліна
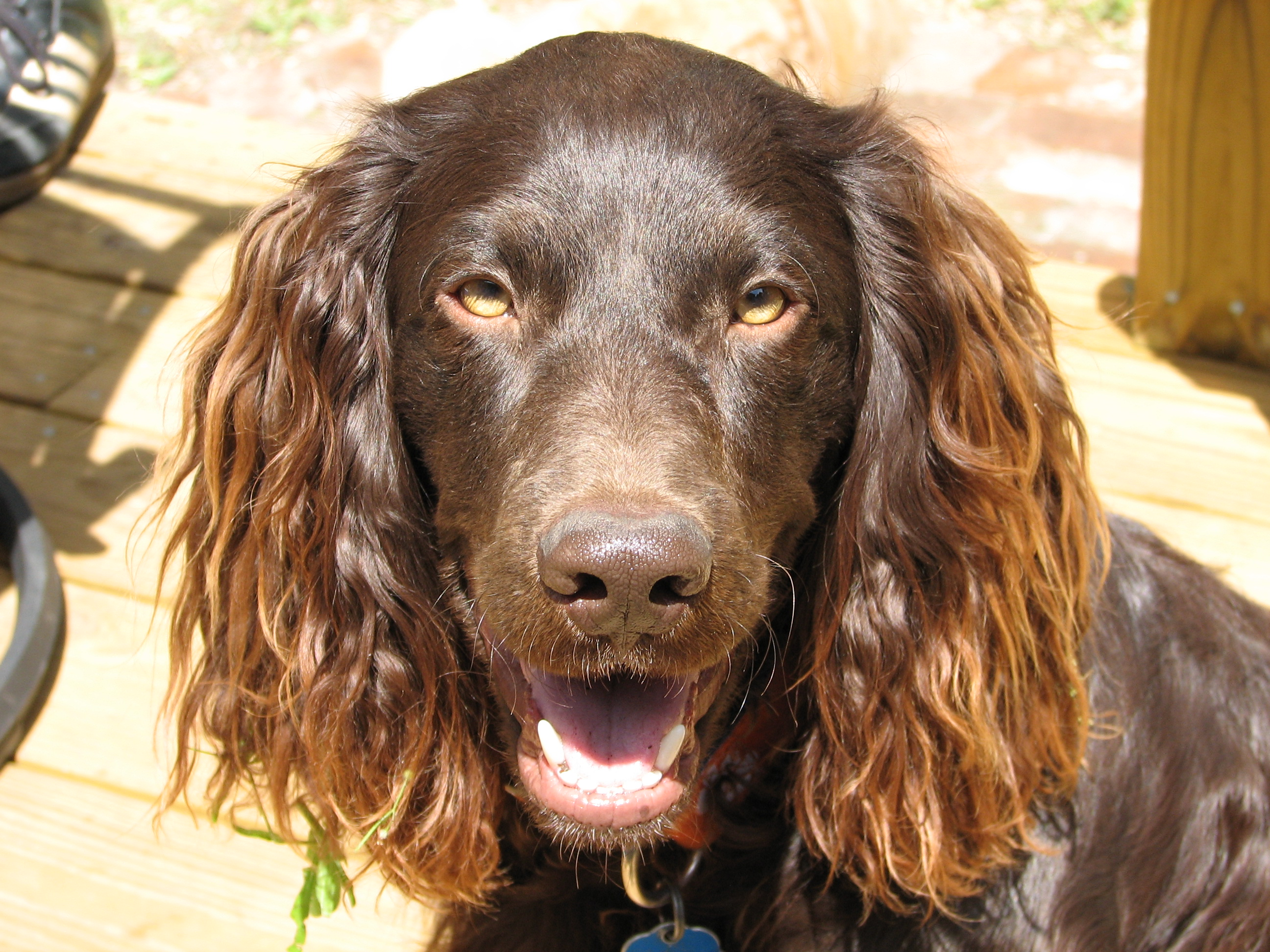
Бойкін-спанієль — собака штату Південна Кароліна